# Johannes Warnardus Bilders

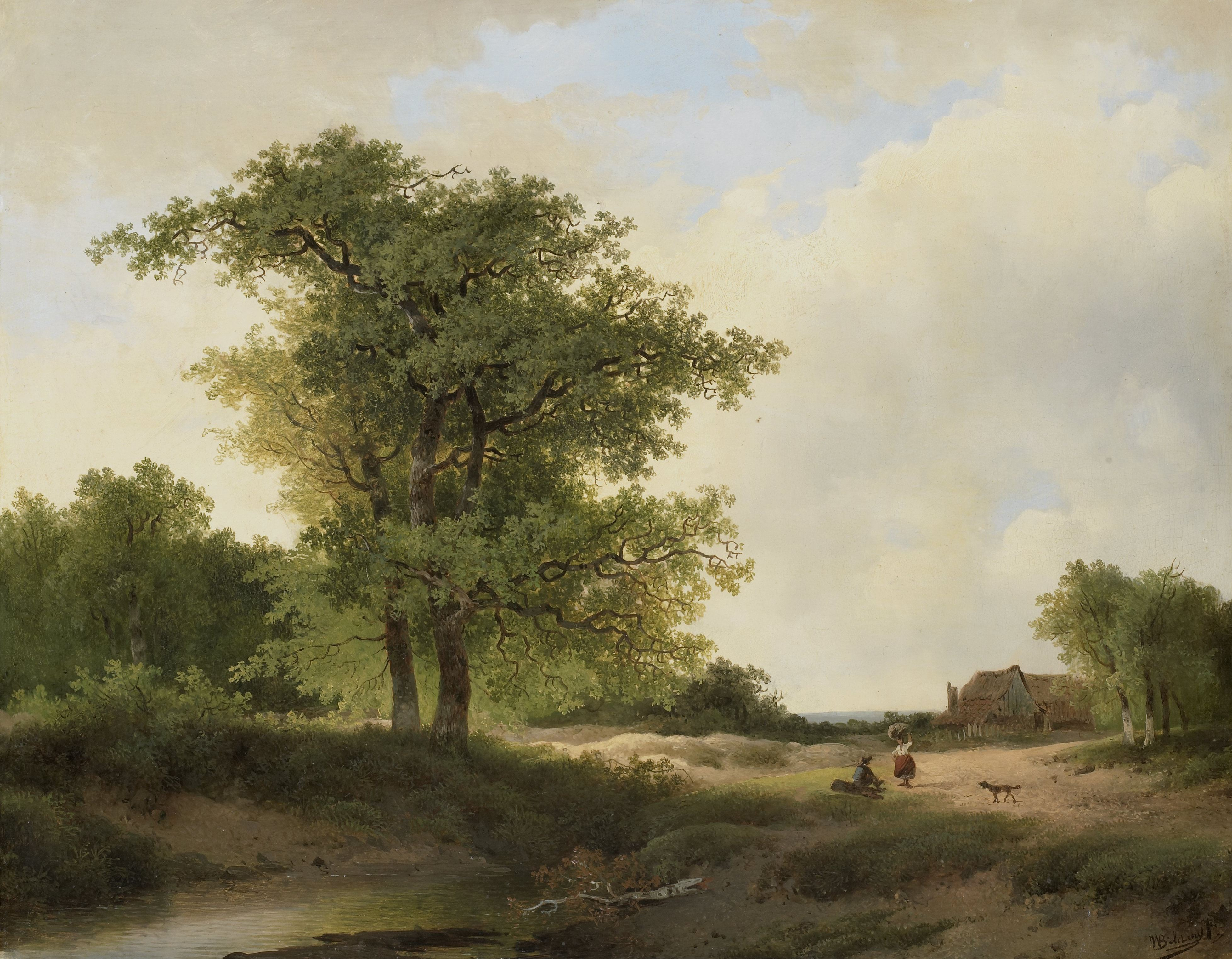
Landschaft mit Bauernhaus, 1840–1890, Rijksmuseum Amsterdam

Johannes Warnardus Bilders (* 18. August 1811 in Utrecht; † 29. Oktober 1890 in Oosterbeek)  war ein niederländischer Landschaftsmaler.
Johannes Bilders nahm Unterricht bei Jan Lodewijk Jonxis (1789–1867). Im Jahr 1830 – zu Beginn der belgischen Revolution – registrierte er sich als niederländischer freiwilliger Soldat, um den Aufstand gegen die niederländische Regierung und den König zu unterdrücken. Er blieb einige Jahre in der Armee, danach kehrte er nach Utrecht zurück und kehrte zu seinem Kunstlehrer Jonxis zurück, um wieder Malunterricht zu nehmen. Nach dem Studienaufenthalt in Deutschland von 1839 bis 1844 und in Belgien 1844 ließ er sich in der Künstlerkolonie Oosterbeek nieder, wo er viele junge Maler versammelte, die später die Haager Schule bildeten. Er wurde ein Anhänger der Freilichtmalerei.
In Stuttgart heiratete er Frederica Staudenmeyer, die ihm den Sohn Albertus Gerardus Bilders (1838–1865) gebar, aber 1861 starb.
1846 kehrte er nach Utrecht zurück, wo er bis 1852 beschäftigt war. Dann verbrachte er ein Jahr in Amsterdam, wo er Jozef Israëls kennenlernte.
Er wurde 1858 Mitglied von „Arti et Amicitiae“.
Er wohnte von 1855 bis 1858 in Oosterbeek und von 1858 bis 1880 wieder in Amsterdam, kam dann zurück nach Oosterbeek, wo er seine zweite Frau, die Malerin Maria Philippina Bilders-van Bosse, heiratete. Sie verbrachten dort zusammen 10 Jahre.
Zu seinen Schülern gehörten u. a. sein Sohn Gerard Bilders, seine Ehefrau Marie Bilders-van Bosse, Johannes Arnoldus Boland, Adrianus van Everdingen, Dirk van Lokhorst und Hendrik Willem Mesdag.